# Losí blato u Mirochova
Losí blato u Mirochova je přírodní rezervace poblíž obce Chlum u Třeboně v okrese Jindřichův Hradec. Oblast spravuje AOPK ČR Správa CHKO Třeboňsko. Důvodem ochrany je zachovalý rašelinný komplex s polopřirozenými až přirozenými lesními ekosystémy.